# Acorn System 3
O System 3 foi um computador doméstico produzido pela Acorn Computers em 1979. Foi o sucessor do Acorn System 2 e apresentava uma unidade de disquetes. A Acorn produziu posteriormente uma versão barata do mesmo num novo gabinete, o Acorn Atom.